# Lookout (kulle i Antarktis, lat -68,61, long 77,95)
Lookout är en kulle i Antarktis. Den ligger i Östantarktis. Australien gör anspråk på området. Toppen på Lookout är 78 meter över havet.
Terrängen runt Lookout är platt. Havet är nära Lookout åt nordväst. Trakten är glest befolkad. Närmaste befolkade plats är Davis Station, 3,2 kilometer norr om Lookout. 